# Where Did They Go
Where Did They Go är en sång skriven av Harry Lloyd och Gloria Sklerov, och inspelad av Peggy Lee 1971. 

## "Var blev ni av"
Hans Alfredson och Tage Danielsson skrev en svensk text och låten "Var blev ni av" (även "Var blev ni av ljuva drömmar") spelades in 1976 av Monica Zetterlund ur Svea Hund på Göta Lejon.
Den engelska originaltexten beskriver ungdomens fester:
"Where did they go, all the good times, And the flowers and the wine, The young men who held me, All the lovers who were mine"
Den svenska texten handlar om att vänstervågen 1968 inte infriade alla sina löften och har en betydligt mer politisk ton:
"Var blev ni av, ljuva drömmar om en rimligare jord, / ett nytt sätt att leva? Var det bara tomma ord? / Var är dom nu, dom som påstod att dom hade alla svar / men svek alla oss och valde makten? Dom är kvar."
I en skiva för Amnesty 1998 gjorde Freddie Wadling och Esbjörn Svensson trio en cover på låten.

### Fotnoter
1. ↑  Lösryckta bitar : från revy, film och tv på Svensk mediedatabas
2. ↑  Joakim Tegblom. ”Låtar du trodde var svenska”. Arkiverad från originalet den 26 oktober 2013. https://web.archive.org/web/20131026075436/http://gotiskaklubben.wordpress.com/2013/09/22/latar-du-trodde-var-svenska/. Läst 19 juni 2014.
3. ↑  Anders Lindberg. "Folkets Europa blev dårarnas paradis", aftonbladet.se, 11 mars 2018. Åtkomst den 18 mars 2018.
4. ↑  Gustafson, Klas (2015-10-09). Tage Danielssons tid: En biografi. Wahlström & Widstrand. ISBN 9789146231677. https://books.google.se/books?id=u5KpCgAAQBAJ&pg=PT227&lpg=PT227&dq=%E2%80%9DOm+man+%C3%A4r+socialist+m%C3%A5ste+man+g%C3%B6ra+klart+f%C3%B6r+sig+vilken+form+av+socialism+som+den+svenska+socialdemokratin+b%C3%B6r+vara+p%C3%A5+v%C3%A4g+mot.+D%C3%A5+tycker+jag+att+den+socialism+som+syndikalisterna+f%C3%B6respr%C3%A5kar,+med+ett+minimum+med+maktkoncentration+och+med+bibeh%C3%A5llna+m%C3%A4nskliga+fri-+och+r%C3%A4ttigheter,+%C3%A4r+betydligt+intressantare+%C3%A4n+de+vanliga+formerna+av+socialism.%E2%80%9D&source=bl&ots=DCxw6FDs27&sig=WSdmEjPNQF2SifRJ31pgBHPxL0w&hl=sv&sa=X&ved=0ahUKEwjn2eCpz4bSAhXCdCwKHS5FCrUQ6AEIHDAA#v=onepage&q=%E2%80%9DOm%20man%20%C3%A4r%20socialist%20m%C3%A5ste%20man%20g%C3%B6ra%20klart%20f%C3%B6r%20sig%20vilken%20form%20av%20socialism%20som%20den%20svenska%20socialdemokratin%20b%C3%B6r%20vara%20p%C3%A5%20v%C3%A4g%20mot.%20D%C3%A5%20tycker%20jag%20att%20den%20socialism%20som%20syndikalisterna%20f%C3%B6respr%C3%A5kar,%20med%20ett%20minimum%20med%20maktkoncentration%20och%20med%20bibeh%C3%A5llna%20m%C3%A4nskliga%20fri-%20och%20r%C3%A4ttigheter,%20%C3%A4r%20betydligt%20intressantare%20%C3%A4n%20de%20vanliga%20formerna%20av%20socialism.%E2%80%9D&f=false. Läst 10 februari 2017
5. ↑  ”Various - För Amnesty” (på engelska). https://www.discogs.com/release/5976522-Various-För-Amnesty. Läst 12 november 2022.